# Basquetebol nos Jogos Olímpicos de Verão de 2024 - 3x3 feminino
O torneio feminino de basquetebol 3x3 nos Jogos Olímpicos de Verão de 2024 foi realizado entre 30 de julho e 5 de agosto de 2024 na Praça da Concórdia, em Paris.
A Alemanha derrotou a Espanha na final para conquistar seu primeiro título. Os Estados Unidos levaram a medalha de bronze após derrotar o Canadá.

## Medalhistas
|  | GER Alemanha                                                    |  | ESP Espanha                                                          |  | USA Estados Unidos                                        |
|  | Marie Reichert Elisa Mevius Sonja Greinacher Svenja Brunckhorst |  | Vega Gimeno Sandra Ygueravide Juana Camilión Gracia Alonso de Armiño |  | Dearica Hamby Cierra Burdick Hailey Van Lith Rhyne Howard |

## Calendário
| G | Fase de grupos | QF | Quartas de final | SF | Semifinais | B | Disputa pelo bronze | F | Final |

| DataEvento   | Ter 30 | Qua 31 | Qui 1 | Sex 2 | Sáb 3 | Sáb 3 | Dom 4 | Seg 5 | Seg 5 | Seg 5 |
| ------------ | ------ | ------ | ----- | ----- | ----- | ----- | ----- | ----- | ----- | ----- |
| 3x3 feminino | G      | G      | G     | G     | G     | QF    |       | SF    | B     | F     |

## Qualificação
Oito equipes participaram do torneio de basquete 3x3 feminino, com cada Comitê Olímpico Nacional (CON) enviando uma lista de três jogadoras e uma substituta. O processo de qualificação consistiu em quatro fases, uma baseada no ranking FIBA e as demais três em torneios de qualificação olímpicas:
- A primeira fase deu três vagas para os CONs mais bem classificados no ranking mundial da FIBA de 1º de novembro de 2023. No entanto, não mais do que dois CONs de um continente poderiam se classificar nesta via. Uma vaga também foi garantida para a nação anfitriã para apenas um dos eventos 3x3, que foi dado a França no torneio 3x3 feminino.
- A segunda fase consistiu no primeiro de três torneios olímpicos de universalidade promovidos pela FIBA, onde uma vaga foi concedida ao CON mais bem posicionado dentre sete CONs participantes, além da França (por ser o país anfitrião).
- A terceira fase foi um torneio olímpico que concedeu uma vaga para a equipe mais bem posicionada entre os CONs mais bem colocados de cada torneio continental, os anfitriões do torneio e o anfitrião das Olimpíadas, caso ainda não qualificados.
- A quarta fase viu os dezesseis CONs elegíveis com melhor classificação no ranking da FIBA, incluindo o anfitrião do torneio e o anfitrião das Olimpíadas, se ainda não qualificados, participarem da última qualificação olímpica com os três primeiros garantindo as vagas restantes para Paris 2024.[4]

| Método                                               | Data                   | Local      | Vagas | Classificados               |
| ---------------------------------------------------- | ---------------------- | ---------- | ----- | --------------------------- |
| País-sede                                            | —                      | —          | 1     | França                      |
| Ranking Mundial FIBA 3x3                             | 1 de novembro de 2023  | —          | 2     | China · Estados Unidos      |
| Torneio de Qualificação Olímpica de Universalidade 1 | 12–24 de abril de 2024 | Hong Kong  | 1     | Azerbaijão                  |
| Torneio de Qualificação Olímpica de Universalidade 2 | 3–5 de maio de 2024    | Utsunomiya | 1     | Austrália                   |
| Torneio Pré-Olímpico FIBA 3x3                        | 16–19 de maio de 2024  | Debrecen   | 3     | Alemanha · Canadá · Espanha |
| Total                                                |                        |            | 8     |                             |

## Formato
As oito equipes classificadas disputaram uma primeira fase onde todas jogaram contra todas. As equipes que finalizaram no primeiro e no segundo lugar avançaram diretamente para as semifinais e as classificadas do terceiro ao sexto lugar jogaram um play-in de quartas de final. A partir daí, foi seguido o sistema eliminatório até a definição das medalhas.

## Árbitros
Os seguintes árbitros foram selecionados para o torneio.
- CHN Shi Qirong
- FRA Najib Chajiddine
- HKG Edmond Ho
- HUN Brigitta Csabai-Kaskötő
- KOR Kim Ga-in
- POL Marek Maliszewski
- ROU Vlad Ghizdareanu
- SRB Jasmina Juras
- SUI Eric Bertrand
- SUI Markos Michaelides
- USA Deanna Jackson

## Equipes
| Seleção        | Jogadoras          | Jogadoras             | Jogadoras         | Jogadoras               |
| -------------- | ------------------ | --------------------- | ----------------- | ----------------------- |
| Alemanha       | Marie Reichert     | Elisa Mevius          | Sonja Greinacher  | Svenja Brunckhorst      |
| Austrália      | Anneli Maley       | Lauren Mansfield      | Marena Whittle    | Alex Wilson             |
| Azerbaijão     | Marcedes Walker    | Alexandra Mollenhauer | Dina Ulyanova     | Tiffany Hayes           |
| Canadá         | Kacie Bosch        | Paige Crozon          | Katherine Plouffe | Michelle Plouffe        |
| China          | Zhang Zhiting      | Chen Mingling         | Wan Jiyuan        | Wang Lili               |
| Espanha        | Sandra Ygueravide  | Vega Gimeno           | Juana Camilión    | Gracia Alonso de Armiño |
| Estados Unidos | Cierra Burdick     | Dearica Hamby         | Rhyne Howard      | Hailey Van Lith         |
| França         | Myriam Djekoundade | Laëtitia Guapo        | Hortense Limouzin | Marie-Ève Paget         |

## Primeira fase
Na primeira fase as seleções integraram um grupo único de oito equipes, com os jogos disputados em formato todos-contra-todos. As duas primeiras avançaram direto as semifinais e da terceira a sexta colocada para o play-in.
|  | Equipes classificadas às semifinais |
|  | Equipes classificadas ao play-in    |

| Pos. | Equipe         | J | V  | D | PF  | PC  | Dif |
| ---- | -------------- | - | -- | - | --- | --- | --- |
| 1    | Alemanha       | 7 | 6  | 1 | 117 | 100 | +17 |
| 2    | Espanha        | 7 | 4† | 3 | 115 | 114 | +1  |
| 3    | Estados Unidos | 7 | 4† | 3 | 108 | 109 | –1  |
| 4    | Canadá         | 7 | 4† | 3 | 129 | 112 | +17 |
| 5    | Austrália      | 7 | 4† | 3 | 127 | 122 | +5  |
| 6    | China          | 7 | 2‡ | 5 | 107 | 123 | –16 |
| 7    | Azerbaijão     | 7 | 2‡ | 5 | 106 | 123 | –17 |
| 8    | França         | 7 | 2‡ | 6 | 99  | 105 | –6  |

Regras para classificação: 1) Vitórias; 2) Confronto direto; 3) Pontos marcados.
†Espanha 2–1; Estados Unidos 2–1; Canadá 1–2; Austrália 1–2. Ordenados pelos pontos marcados após o primeiro desempate.

‡China 1–1; França 1–1; Azerbaijão 1–1. Ordenados pelos pontos marcados.
| 30 julho 2024 17:30 | Relatório | Alemanha                    | 17–13 | Estados Unidos  |  | Praça da Concórdia, Paris Árbitros: SUI Markos Michaelides KOR Kim Ga-in |  |
| 30 julho 2024 17:30 | Relatório | Pts: Greinacher, Reichert 5 |       | Pts: Van Lith 6 |  | Praça da Concórdia, Paris Árbitros: SUI Markos Michaelides KOR Kim Ga-in |  |

| 30 julho 2024 18:00 | Relatório | Austrália     | 14–22 | Canadá             |  | Praça da Concórdia, Paris Árbitros: FRA Najib Chajiddine CHN Shi Qirong |  |
| 30 julho 2024 18:00 | Relatório | Pts: Wilson 6 |       | Pts: K. Plouffe 10 |  | Praça da Concórdia, Paris Árbitros: FRA Najib Chajiddine CHN Shi Qirong |  |

| 30 julho 2024 21:00 | Relatório | Espanha                         | 18–16 | Azerbaijão    |  | Praça da Concórdia, Paris Árbitros: HKG Edmond Ho BOT Dorothy Okatch |  |
| 30 julho 2024 21:00 | Relatório | Pts: Gimeno, Alonso de Armiño 5 |       | Pts: Hayes 10 |  | Praça da Concórdia, Paris Árbitros: HKG Edmond Ho BOT Dorothy Okatch |  |

| 30 julho 2024 21:30 | Relatório | França          | 19–21 (pro) | China        |  | Praça da Concórdia, Paris Árbitros: USA Deanna Jackson HUN Brigitta Csabai-Kaskötő |  |
| 30 julho 2024 21:30 | Relatório | Pts: Limouzin 6 |             | Pts: Chen 10 |  | Praça da Concórdia, Paris Árbitros: USA Deanna Jackson HUN Brigitta Csabai-Kaskötő |  |

| 31 julho 2024 17:30 | Relatório | Alemanha          | 19–21 | Austrália      |  | Praça da Concórdia, Paris Árbitros: POL Marek Maliszewski BOT Dorothy Okatch |  |
| 31 julho 2024 17:30 | Relatório | Pts: Greinacher 9 |       | Pts: Whittle 9 |  | Praça da Concórdia, Paris Árbitros: POL Marek Maliszewski BOT Dorothy Okatch |  |

| 31 julho 2024 18:00 | Relatório | Canadá                    | 21–11 | China       |  | Praça da Concórdia, Paris Árbitros: USA Deanna Jackson FRA Najib Chajiddine |  |
| 31 julho 2024 18:00 | Relatório | Pts: Crozon, M. Plouffe 7 |       | Pts: Chen 5 |  | Praça da Concórdia, Paris Árbitros: USA Deanna Jackson FRA Najib Chajiddine |  |

| 31 julho 2024 21:00 | Relatório | França                                     | 12–17 | Espanha           |  | Praça da Concórdia, Paris Árbitros: CHN Shi Qirong KOR Kim Ga-in |  |
| 31 julho 2024 21:00 | Relatório | Pts: Djekoundade, Guapo, Limouzin, Paget 3 |       | Pts: Ygueravide 9 |  | Praça da Concórdia, Paris Árbitros: CHN Shi Qirong KOR Kim Ga-in |  |

| 31 julho 2024 21:30 | Relatório | Estados Unidos | 17–20 | Azerbaijão    |  | Praça da Concórdia, Paris Árbitros: SRB Jasmina Juras KOR Kim Ga-in |  |
| 31 julho 2024 21:30 | Relatório | Pts: Hamby 7   |       | Pts: Hayes 11 |  | Praça da Concórdia, Paris Árbitros: SRB Jasmina Juras KOR Kim Ga-in |  |

| 1 agosto 2024 09:00 | Relatório | China       | 15–21 | Austrália      |  | Praça da Concórdia, Paris Árbitros: USA Deanna Jackson HUN Brigitta Csabai-Kaskötő |  |
| 1 agosto 2024 09:00 | Relatório | Pts: Wang 5 |       | Pts: Wilson 11 |  | Praça da Concórdia, Paris Árbitros: USA Deanna Jackson HUN Brigitta Csabai-Kaskötő |  |

| 1 agosto 2024 09:30 | Relatório | Alemanha          | 19–15 | Canadá                        |  | Praça da Concórdia, Paris Árbitros: SRB Jasmina Juras BOT Dorothy Okatch |  |
| 1 agosto 2024 09:30 | Relatório | Pts: Greinacher 8 |       | Pts: K. Plouffe, M. Plouffe 5 |  | Praça da Concórdia, Paris Árbitros: SRB Jasmina Juras BOT Dorothy Okatch |  |

| 1 agosto 2024 12:30 | Relatório | Azerbaijão   | 10–15 | França          |  | Praça da Concórdia, Paris Árbitros: BOT Dorothy Okatch SUI Markos Michaelides |  |
| 1 agosto 2024 12:30 | Relatório | Pts: Hayes 5 |       | Pts: Limouzin 5 |  | Praça da Concórdia, Paris Árbitros: BOT Dorothy Okatch SUI Markos Michaelides |  |

| 1 agosto 2024 13:00 | Relatório | Estados Unidos | 15–17 | Austrália     |  | Praça da Concórdia, Paris Árbitros: HUN Brigitta Csabai-Kaskötő SRB Jasmina Juras |  |
| 1 agosto 2024 13:00 | Relatório | Pts: Howard 8  |       | Pts: Wilson 8 |  | Praça da Concórdia, Paris Árbitros: HUN Brigitta Csabai-Kaskötő SRB Jasmina Juras |  |

| 1 agosto 2024 18:00 | Relatório | China       | 14–11 | Espanha         |  | Praça da Concórdia, Paris Árbitros: ROU Vlad Ghizdareanu POL Marek Maliszewski |  |
| 1 agosto 2024 18:00 | Relatório | Pts: Wang 5 |       | Pts: Camilión 7 |  | Praça da Concórdia, Paris Árbitros: ROU Vlad Ghizdareanu POL Marek Maliszewski |  |

| 1 agosto 2024 18:30 | Relatório | Alemanha                     | 12–8 | Azerbaijão         |  | Praça da Concórdia, Paris Árbitros: KOR Kim Ga-in HKG Edmond Ho |  |
| 1 agosto 2024 18:30 | Relatório | Pts: Brunckhorst, Reichert 4 |      | Pts: Mollenhauer 4 |  | Praça da Concórdia, Paris Árbitros: KOR Kim Ga-in HKG Edmond Ho |  |

| 1 agosto 2024 21:30 | Relatório | Espanha       | 11–17 | Estados Unidos          |  | Praça da Concórdia, Paris Árbitros: CHN Shi Qirong POL Marek Maliszewski |  |
| 1 agosto 2024 21:30 | Relatório | Pts: Gimeno 5 |       | Pts: Howard, Van Lith 5 |  | Praça da Concórdia, Paris Árbitros: CHN Shi Qirong POL Marek Maliszewski |  |

| 1 agosto 2024 22:00 | Relatório | Canadá                    | 13–9 | França          |  | Praça da Concórdia, Paris Árbitros: KOR Kim Ga-in CHN Shi Qirong |  |
| 1 agosto 2024 22:00 | Relatório | Pts: Crozon, K. Plouffe 4 |      | Pts: Limouzin 4 |  | Praça da Concórdia, Paris Árbitros: KOR Kim Ga-in CHN Shi Qirong |  |

| 2 agosto 2024 09:00 | Relatório | China       | 15–18 | Alemanha        |  | Praça da Concórdia, Paris Árbitros: POL Marek Maliszewski BOT Dorothy Okatch |  |
| 2 agosto 2024 09:00 | Relatório | Pts: Chen 6 |       | Pts: Reichert 7 |  | Praça da Concórdia, Paris Árbitros: POL Marek Maliszewski BOT Dorothy Okatch |  |

| 2 agosto 2024 09:30 | Relatório | Austrália      | 21–12 | Azerbaijão   |  | Praça da Concórdia, Paris Árbitros: USA Deanna Jackson BOT Dorothy Okatch |  |
| 2 agosto 2024 09:30 | Relatório | Pts: Whittle 8 |       | Pts: Hayes 6 |  | Praça da Concórdia, Paris Árbitros: USA Deanna Jackson BOT Dorothy Okatch |  |

| 2 agosto 2024 12:30 | Relatório | Austrália      | 17–21 | Espanha                   |  | Praça da Concórdia, Paris Árbitros: POL Marek Maliszewski USA Deanna Jackson |  |
| 2 agosto 2024 12:30 | Relatório | Pts: Whittle 7 |       | Pts: Gimeno, Ygueravide 9 |  | Praça da Concórdia, Paris Árbitros: POL Marek Maliszewski USA Deanna Jackson |  |

| 2 agosto 2024 13:00 | Relatório | Estados Unidos                  | 14–13 | França       |  | Praça da Concórdia, Paris Árbitros: HUN Brigitta Csabai-Kaskötő POL Marek Maliszewski |  |
| 2 agosto 2024 13:00 | Relatório | Pts: Burdick, Hamby, Van Lith 4 |       | Pts: Guapo 5 |  | Praça da Concórdia, Paris Árbitros: HUN Brigitta Csabai-Kaskötő POL Marek Maliszewski |  |

| 2 agosto 2024 17:30 | Relatório | Azerbaijão    | 21–19 (pro) | China       |  | Praça da Concórdia, Paris Árbitros: SUI Markos Michaelides KOR Kim Ga-in |  |
| 2 agosto 2024 17:30 | Relatório | Pts: Hayes 11 |             | Pts: Chen 8 |  | Praça da Concórdia, Paris Árbitros: SUI Markos Michaelides KOR Kim Ga-in |  |

| 2 agosto 2024 18:00 | Relatório | Estados Unidos | 18–17 (pro) | Canadá             |  | Praça da Concórdia, Paris Árbitros: KOR Kim Ga-in FRA Najib Chajiddine |  |
| 2 agosto 2024 18:00 | Relatório | Pts: Howard 7  |             | Pts: K. Plouffe 10 |  | Praça da Concórdia, Paris Árbitros: KOR Kim Ga-in FRA Najib Chajiddine |  |

| 2 agosto 2024 21:00 | Relatório | Canadá             | 20–22 (pro) | Espanha            |  | Praça da Concórdia, Paris Árbitros: CHN Shi Qirong SUI Markos Michaelides |  |
| 2 agosto 2024 21:00 | Relatório | Pts: M. Plouffe 11 |             | Pts: Ygueravide 10 |  | Praça da Concórdia, Paris Árbitros: CHN Shi Qirong SUI Markos Michaelides |  |

| 2 agosto 2024 21:30 | Relatório | França       | 13–14 | Alemanha          |  | Praça da Concórdia, Paris Árbitros: CHN Shi Qirong ROU Vlad Ghizdareanu |  |
| 2 agosto 2024 21:30 | Relatório | Pts: Guapo 4 |       | Pts: Greinacher 7 |  | Praça da Concórdia, Paris Árbitros: CHN Shi Qirong ROU Vlad Ghizdareanu |  |

| 3 agosto 2024 17:30 | Relatório | Azerbaijão   | 19–21 | Canadá            |  | Praça da Concórdia, Paris Árbitros: BOT Dorothy Okatch HKG Edmond Ho |  |
| 3 agosto 2024 17:30 | Relatório | Pts: Hayes 9 |       | Pts: M. Plouffe 8 |  | Praça da Concórdia, Paris Árbitros: BOT Dorothy Okatch HKG Edmond Ho |  |

| 3 agosto 2024 18:00 | Relatório | Espanha                 | 15–18 | Alemanha                    |  | Praça da Concórdia, Paris Árbitros: FRA Najib Chajiddine CHN Shi Qirong |  |
| 3 agosto 2024 18:00 | Relatório | Pts: Alonso de Armiño 5 |       | Pts: Greinacher, Reichert 5 |  | Praça da Concórdia, Paris Árbitros: FRA Najib Chajiddine CHN Shi Qirong |  |

| 3 agosto 2024 18:35 | Relatório | França       | 18–16 (pro) | Austrália      |  | Praça da Concórdia, Paris Árbitros: POL Marek Maliszewski KOR Kim Ga-in |  |
| 3 agosto 2024 18:35 | Relatório | Pts: Guapo 7 |             | Pts: Whittle 8 |  | Praça da Concórdia, Paris Árbitros: POL Marek Maliszewski KOR Kim Ga-in |  |

| 3 agosto 2024 19:05 | Relatório | China             | 12–14 | Estados Unidos  |  | Praça da Concórdia, Paris Árbitros: SUI Markos Michaelides ROU Vlad Ghizdareanu |  |
| 3 agosto 2024 19:05 | Relatório | Pts: Wan, Zhang 4 |       | Pts: Van Lith 6 |  | Praça da Concórdia, Paris Árbitros: SUI Markos Michaelides ROU Vlad Ghizdareanu |  |

## Fase final
|  | Play-in        | Play-in |                |    | Semifinal | Semifinal           |                     |  | Final | Final |
|  |                |         |                |    |           |                     |                     |  |       |       |
|  |                |         |                |    |           |                     |                     |  |       |       |
|  |                |         |                |    |           |                     |                     |  |       |       |
|  |                |         |                |    |           |                     |                     |  |       |       |
|  | 5 de agosto    |         |                |    |           |                     |                     |  |       |       |
|  |                |         |                |    |           |                     |                     |  |       |       |
|  | Alemanha       | 16      |                |    |           |                     |                     |  |       |       |
|  | Alemanha       | 16      | 3 de agosto    |    |           |                     |                     |  |       |       |
|  |                |         | Canadá         | 15 |           |                     |                     |  |       |       |
|  | Canadá         | 21      | Canadá         | 15 |           |                     |                     |  |       |       |
|  | Canadá         | 21      | 5 de agosto    |    |           |                     |                     |  |       |       |
|  | Austrália      | 10      |                |    |           |                     |                     |  |       |       |
|  | Austrália      | 10      | Alemanha       | 17 |           |                     |                     |  |       |       |
|  |                |         | Alemanha       | 17 |           |                     |                     |  |       |       |
|  |                | Espanha | 16             |    |           |                     |                     |  |       |       |
|  |                | Espanha | 16             |    |           |                     |                     |  |       |       |
|  | 5 de agosto    |         |                |    |           |                     |                     |  |       |       |
|  |                |         |                |    |           |                     |                     |  |       |       |
|  | Espanha (pro)  | 18      |                |    |           |                     |                     |  |       |       |
|  | Espanha (pro)  | 18      | 3 de agosto    |    |           |                     |                     |  |       |       |
|  |                |         | Estados Unidos | 16 |           | Disputa pelo bronze | Disputa pelo bronze |  |       |       |
|  | Estados Unidos | 21      | Estados Unidos | 16 |           | Disputa pelo bronze | Disputa pelo bronze |  |       |       |
|  | Estados Unidos | 21      | 5 de agosto    |    |           |                     |                     |  |       |       |
|  | China          | 13      |                |    |           |                     |                     |  |       |       |
|  | China          | 13      | Canadá         | 13 |           |                     |                     |  |       |       |
|  |                |         |                |    |           |                     |                     |  |       |       |
|  | Estados Unidos | 16      |                |    |           |                     |                     |  |       |       |
|  | Estados Unidos | 16      |                |    |           |                     |                     |  |       |       |

### Play-in
| 3 agosto 2024 21:30 | Relatório | Canadá       | 21–10 | Austrália    |  | Praça da Concórdia, Paris Árbitros: FRA Najib Chajiddine USA Deanna Jackson |  |
| 3 agosto 2024 21:30 | Relatório | Pts: Bosch 9 |       | Pts: Maley 5 |  | Praça da Concórdia, Paris Árbitros: FRA Najib Chajiddine USA Deanna Jackson |  |

| 3 agosto 2024 22:05 | Relatório | Estados Unidos | 21–13 | China            |  | Praça da Concórdia, Paris Árbitros: SUI Markos Michaelides KOR Kim Ga-in |  |
| 3 agosto 2024 22:05 | Relatório | Pts: Hamby 9   |       | Pts: Chen, Wan 4 |  | Praça da Concórdia, Paris Árbitros: SUI Markos Michaelides KOR Kim Ga-in |  |

### Semifinal
| 5 agosto 2024 17:30 | Relatório | Espanha           | 18–16 (pro) | Estados Unidos  |  | Praça da Concórdia, Paris Árbitros: CHN Shi Qirong POL Marek Maliszewski |  |
| 5 agosto 2024 17:30 | Relatório | Pts: Ygueravide 9 |             | Pts: Van Lith 8 |  | Praça da Concórdia, Paris Árbitros: CHN Shi Qirong POL Marek Maliszewski |  |

| 5 agosto 2024 18:30 | Relatório | Alemanha           | 16–15 | Canadá                           |  | Praça da Concórdia, Paris Árbitros: SRB Jasmina Juras FRA Najib Chajiddine |  |
| 5 agosto 2024 18:30 | Relatório | Pts: Greinacher 11 |       | Pts: Bosch, Crozon, K. Plouffe 4 |  | Praça da Concórdia, Paris Árbitros: SRB Jasmina Juras FRA Najib Chajiddine |  |

### Disputa pelo bronze
| 5 agosto 2024 21:00 | Relatório | Canadá            | 13–16 | Estados Unidos  |  | Praça da Concórdia, Paris Árbitros: FRA Najib Chajiddine CHN Shi Qirong |  |
| 5 agosto 2024 21:00 | Relatório | Pts: K. Plouffe 5 |       | Pts: Van Lith 6 |  | Praça da Concórdia, Paris Árbitros: FRA Najib Chajiddine CHN Shi Qirong |  |

### Final
| 5 agosto 2024 22:00 | Relatório | Alemanha          | 17–16 | Espanha         |  | Praça da Concórdia, Paris Árbitros: HKG Edmond Ho HUN Brigitta Csabai-Kaskötő |  |
| 5 agosto 2024 22:00 | Relatório | Pts: Greinacher 5 |       | Pts: Camilión 6 |  | Praça da Concórdia, Paris Árbitros: HKG Edmond Ho HUN Brigitta Csabai-Kaskötő |  |

## Classificação final
| Pos.              | Seleção        |
| ----------------- | -------------- |
| Medalha de ouro   | Alemanha       |
| Medalha de prata  | Espanha        |
| Medalha de bronze | Estados Unidos |
| 4                 | Canadá         |
| 5                 | Austrália      |
| 6                 | China          |
| 7                 | Azerbaijão     |
| 8                 | França         |

### Premiações
Os prêmios foram anunciados pela FIBA em 7 de agosto de 2024.
| All-Stars         | All-Stars |
| ----------------- | --------- |
| Sonja Greinacher  |           |
| Sandra Ygueravide |           |
| Hailey Van Lith   |           |
| MVP               |           |
| Sonja Greinacher  |           |

### Maiores pontuadoras
| Pos. | Jogador           | Pontos |
| ---- | ----------------- | ------ |
| 1    | Sonja Greinacher  | 56     |
| 2    | Tiffany Hayes     | 54     |
| 2    | Katherine Plouffe | 54     |
| 4    | Michelle Plouffe  | 52     |
| 5    | Alex Wilson       | 50     |
| 5    | Sandra Ygueravide | 50     |

Fonte: FIBA 3x3